# Office national des postes (Rwanda)
Pour les articles homonymes, voir La Poste.
L’Office national des postes (en anglais : National Postal Corporation[réf. nécessaire] ou National Postal Office) alias I-Posita, est l’opérateur responsable du service postal au Rwanda.

## Réglementation
L’institution postale est établie par la Loi N° 82/2013 du 11 septembre 2013.

## Missions
Ses missions sont  :
- Exploiter, gérer et commercialiser tous les services dans le secteur postal;
- Gérer et commercialiser des services financiers postaux (mandats, comptes de chèques postaux) ;
- Promouvoir et développer la prestation de services dans le secteur postal aux niveaux national et international ;
- Réaliser toute étude, recherche et test en relation avec les services postaux ;
- Porter toute opération liée à la commercialisation et à l'investissement en ligne directe ou indirecte avec ses missions et qui est compatible avec ses intérêts généraux.